# Breve storia di lunghi tradimenti
Breve storia di lunghi tradimenti è il quinto romanzo dello scrittore friulano Tullio Avoledo, pubblicato nel 2007.

## Trama
Giulio Rovedo è un quadro medio di una grande banca e si trova a vivere, suo malgrado, situazioni di cambiamento di management e strategie, seguendo il suo nuovo e misterioso capo, con cui è coinvolto in un rapporto di amore ed odio. Giulio è poi trascinato in intrighi internazionali e vive avventure enigmatiche ed oscure, che hanno anche un impatto devastante sulla sua vita familiare.

Il finale, una visione sul nostro prossimo futuro, è molto amaro e cinico sicuramente non lieto.

## Film
Nel 2012 è stato presentato al Courmayeur Noir in festival il film Breve storia di lunghi tradimenti che il regista Davide Marengo ha tratto dal romanzo; tra gli interpreti Guido Caprino, Carolina Crescentini, Maya Sansa e Philippe Leroy.

## Edizioni
- Tullio Avoledo, Breve storia di lunghi tradimenti, I Coralli, Torino, Einaudi, 2007,  p. 392, ISBN 978-88-06-17222-0.